# Fiat 414
Il Fiat 414 è un autobus progettato dall'azienda italiana Fiat Veicoli Industriali e commercializzato dalla stessa e dalla Caproni dai primi anni sessanta del XX secolo e utilizzato prevalentemente nel trasporto urbano. 
Si tratta di un veicolo con ingombri più ridotti rispetto al solito, inquadrabile in quella che in tempi più moderni viene definita come categoria midibus,  e utilizzata su percorsi con viabilità complicata come i centri storici o su linee con un volume di passeggeri più ridotto.

## Meccanica
Il propulsore, da 4678 cm³, era installato in posizione centrale, al di sotto del pavimento e in un compartimento isolato, per migliorare l'insonorizzazione e aumentare la capacità di carico di passeggeri. Nella versione standard, la capienza era di quasi 70 posti.
Sono diverse le aziende che hanno provveduto agli allestimenti, in particolare la Cansa, ma anche Menarini, Macchi e altre.
È restato in servizio in molte aziende di trasporto pubblico italiane, ad esempio 20 esemplari erano in carico all'ATAC di Roma.